# يوم الشموع الصغيرة

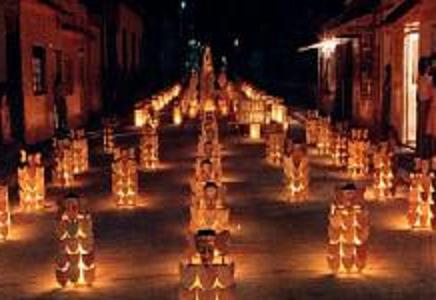

يوم الشموع الصغيرة (بالإسبانية: Día de las Velitas) أحد أهم العطل التقليدية في كولومبيا. يتم الاحتفال فيه يوم 7 من ديسمبر عشية الحبل بلا دنس وهو عطلة رسمية في كولومبيا. يعتبر هذا اليوم بداية غير رسمية لموسم أعياد الميلاد في البلاد.